# Brachytheliscus bicolor
Brachytheliscus bicolor is een spinnensoort in de taxonomische indeling van de Entypesidae.
Brachytheliscus bicolor werd in 1897 beschreven door Pocock.